# Couepia scottmorii
Espèce
Classification APG III (2009)
Statut de conservation UICN

 CR B1+2bd : 
En danger critique
Couepia scottmorii est une espèce de plantes à fleurs de la famille des Chrysobalanaceae. C'est un arbre endémique du Panama.

## Description
C'est un arbre atteignant 15 m de haut.

## Répartition
L'espèce est endémique aux forêts de nuages de la région de Cerro Jefe au Panama, entre 800 et 100 mètres d'altitude. Elle est confinée au Parc national de Chagres.